# Idiotie
Pour le récit de Pierre Guyotat, voir Idiotie (récit).

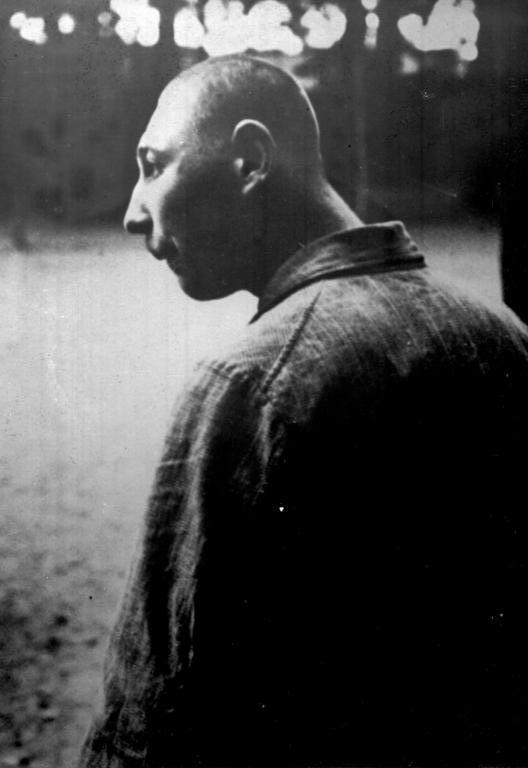
Photographie de propagande nazie datée de 1934, avec la légende « ce malade mental coûte annuellement 2000 marks à l'État ».

Idiotie (à ne pas confondre avec stupidité) est un ancien terme médical, décrivant la condition de personnes dont le quotient intellectuel (QI) est évalué sous un certain seuil (20, 40 ou 70, selon les époques), en particulier des personnes non verbales. L'idiotie a servi de justification à la mise en place de politiques de sélections eugénistes, l'Aktion T4 et l'extermination des enfants handicapés sous le nazisme. Cette notion a depuis été remplacée par celle de handicap mental, principalement pour des raisons d'éthique.

## Étymologie
Le terme idiot est dérivé du latin classique idiota : « ignorant, homme sans éducation », et du grec ancien ἰδιώτης, idiốtês : « individu non spécialiste ». Il désigne au XIIe siècle un illettré, puis après le XIIIe la stupidité, le manque d'intelligence.

## Histoire
Pour Jacques Hochmann, l'« idiot », individu exclu socialement et traité sans humanité, est un précurseur de l'autiste. Le mot a subi un glissement sémantique, puisqu'il provient du grec idiotès, décrivant l'homme privé de fonction sociale au sein de la cité. Au fil du temps, il est venu à désigner l'« homme privé de raison », de langage, ou bien celui dont le langage est incompréhensible, notamment chez Shakespeare. Cette notion est définie médicalement par les aliénistes au XIXe siècle, d'abord sous le nom d'« idiotisme », puis sous celui d'« idiotie » en raison de l'homonymie avec une notion de grammaire.

## Notion d'idiot savant
La notion d'« idiot savant », regroupant des cas supposés d'autisme, de trisomie 21 et d'autres handicaps mentaux, apparaît à la fin du XIXe siècle dans la littérature médicale, pour désigner des handicapés mentaux excellents dans la réalisation d'une tâche particulière, notamment dans L'idiotie et son traitement par la méthode psychologique du Français Édouard Seguin, qui utilise ce nom en 1866. Ce terme français est repris dans la langue anglaise par John Langdon-Down, qui étudie dix cas d'enfants et de jeunes dotés d'une mémoire ou de capacités en mathématiques inhabituelles pendant une trentaine d'années, et publie ses découvertes dans On Some of the Mental Affections of Childhood and Youth en 1887. Il décrit notamment le cas de James Henry Pullen, un homme britannique illettré et à peine verbal, détenu au Royal Earlswood Hospital (en), devenu un charpentier remarquablement doué. En 1914, le Dr A. F. Tredgold décrit 20 « idiots savants » remarquablement doués dans la musique, l'art, les mathématiques, l'apprentissage des langues, et la sensibilité tactile ou olfactive. Bien qu'aucun ne soit décrit comme autiste (l'autisme n'avait pas encore été découvert), la plupart de ces personnes pourraient, d'après Darold Treffert, recevoir un diagnostic rétrospectif d'autisme. 
Au fil du temps, la notion d'« idiot savant » est abandonnée, tant pour des raisons éthiques qu'à cause de la difficulté à évaluer précisément le QI de ces personnes. Elle est remplacée par la notion d'« autisme savant », suivant le postulat selon lequel tous les savants prodigieux seraient autistes. Découvrant que ce n'est pas le cas, Darold Treffert propose en 1988 le terme de « syndrome du savant » (en anglais : savant syndrome),. 

## Dans la culture
En anglais, le mot "idiot" est fréquemment employé à la place de "stupid", en particulier dans les insultes. Attention à ne pas le reprendre en français.
Le film Idiocracy (2006) est une comédie satirique de science-fiction, mettant en scène un futur dans lequel les Américains sont devenus idiots, à cause du taux de reproduction supérieur des individus ayant un Quotient Intellectuel bas.
À partir du 18 juillet 2018, une recherche Google du terme "idiot" faisait apparaître une photo de Donald Trump comme premier résultat.